# ヴァニラ・ファッジ
ヴァニラ・ファッジ（Vanilla Fudge）は、アメリカ合衆国のロック・バンド。スタイルは所謂「アート・ロック」に属している。「サイケデリックとヘヴィメタルのリンクとなった数少ないアメリカのバンドの一つ」とされる。
1960年代末当時、強力なリズム隊を擁しているグループと評され、後のハードロックの源流の一つとしても知られた。一度解散したが1982年に再始動し、以降断続的に活動している。

## 概要
オリジナル・ラインナップはマーク・スタイン（ボーカル/オルガン）、ティム・ボガート（ボーカル/ベース）、ヴィンス・マーテル（ボーカル/リードギター）、カーマイン・アピス（ドラムス）で、バンド名の由来は、当時のアメリカで販売されていたアイスクリームの商品名。1966年から1969年まで5枚のアルバムを発表し、1970年に解散した。
その後は様々な構成で再結成を繰り返し、現在はスタイン、マーテル、アピスのオリジナル・メンバーと、ツアーから引退したボガートの代わりのピート・ブレミーの4人で活動している。
1960年代後半、公民権運動や、ベトナム戦争に対する反戦運動に端を発した価値観の転換が契機となって、芸術や音楽の分野でも、「アングラ」や「サイケ」「フラワー」「ヒッピー・ムーブメント」といった若者のムーブメントが登場した。そんな中、約3分前後で終わり、ラジオ向けであったポピュラー音楽やロックンロールのありかたに対して不満を抱いた芸術志向の音楽家たちが、演奏時間や表現手段の拡大を目指して作品を発表し始めた。その流れのひとつとして、ヴァニラ・ファッジを捉えることができる。ラジオの都合を無視した長尺の曲などは、彼らの個性の一つだった。2006年10月には、ロングアイランド・ミュージック・ホールで殿堂入りをしている。

## 歴史

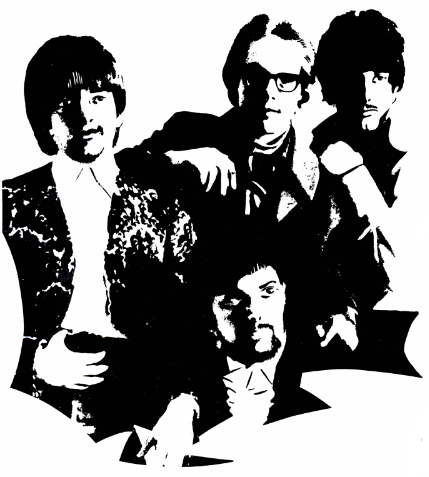
1968年のグループショット

スタインとボガートはリック・マーティン & ザ・ショウメンという地元バンドで活動していた。2人はラスカルズのスウィンギン・サウンドとオルガンの洪水に感銘を受け、マーテルとバンドのドラマーだったジョーイ・ブレナンと共に自分達のバンドを結成することを決めた。当初彼等はバンド名をザ・ピジョンズとしたが、1966年にブレナンに代わってアピスを迎えて、ヴァニラ・ファッジと改名した。
彼等はその後、ルッケーゼ一家のメンバーでニューヨークで幾つかのクラブを経営していたフィリップ・バジーレに「発見」されてマネージメントを受ける。最初の3枚のアルバム『キープ・ミー・ハンギング・オン』（1967年）、『ビート・ゴーズ・オン』（1968年）、『ルネッサンス』（1968年）はラスカルズを通じて知り合ったシャドウ・モートンがプロデュースした。
彼等の最大のヒット曲は「キープ・ミー・ハンギング・オン」（1967年）である。同曲のオリジナル「ユー・キープ・ミー・ハンギン・オン」は、1966年にモータウンのシュープリームスが歌って全米ナンバーワンを記録した。彼等は3分程度だったオリジナルをスローでサイケデリック色が強い「7分の曲」にアレンジしてファースト・アルバムに収録した。メイン・ボーカルを担当したのはマーク・スタインである。フル・ヴァージョンを収録したアルバムがヒットし、レコード会社の意向で3分ほどに短縮されたシングルはビルボード・チャート6位まで上昇した。
メンバーはビートルズのファンであり、デビュー・アルバムの「涙の乗車券」と「エリナー・リグビー」を含めて彼らの楽曲をカヴァーした。デビュー・アルバムの最後には「ストロベリー・フィールズ・フォーエバー」の一節「there's nothing to get hung about」が引用されている。
1968年2月にセカンド・アルバム『ビート・ゴーズ・オン』、6月にサード・アルバム『ルネッサンス』を発表。前者はビルボード・チャートの17位、後者は20位にとどまった。
1969年の初めのコンサートの幾つかでは、当時最初のアメリカ・ツアーを行っていたレッド・ツェッペリンがサポートを務めた。2月、アルバム『ニア・ザ・ビギニング』を発表したが、ビルボード16位止まりだった。

### 解散と再結成

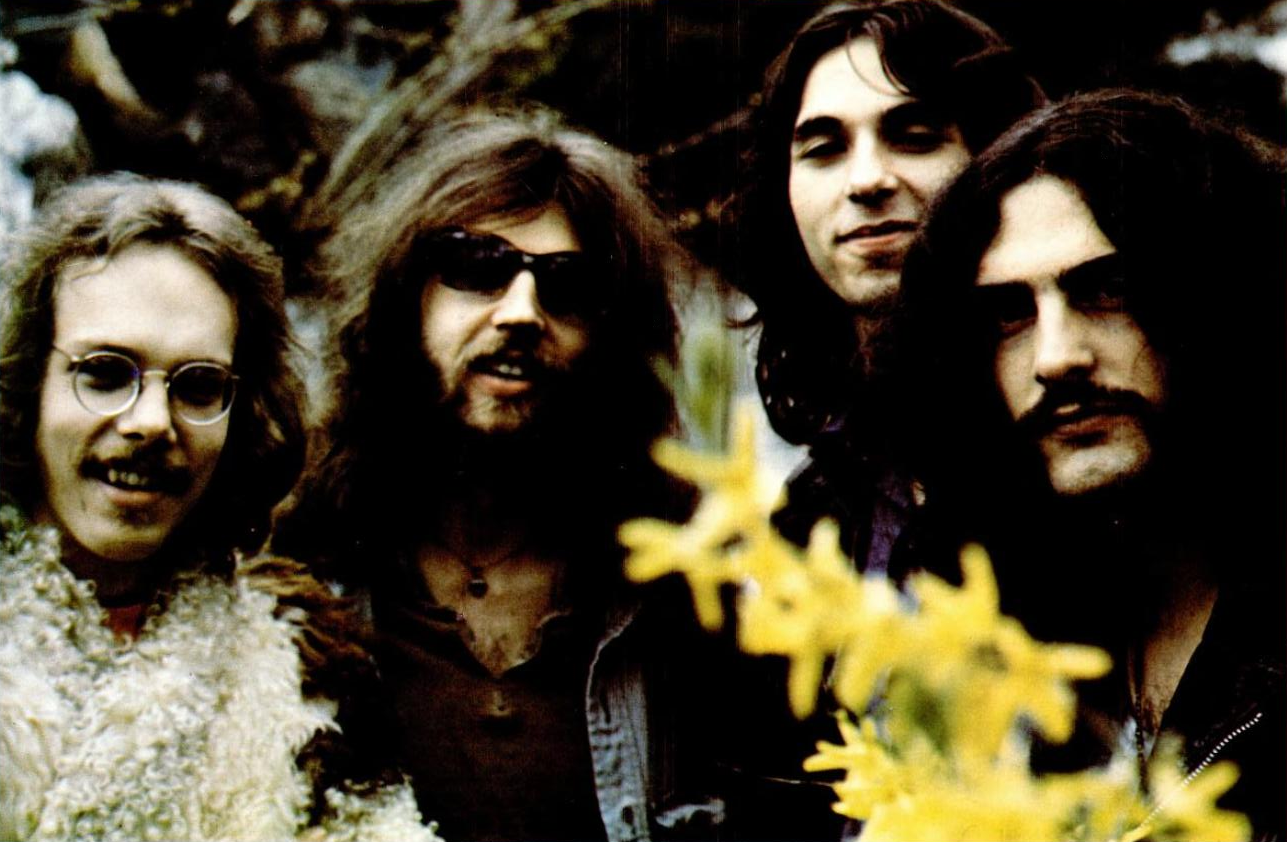
カクタス (1970年)

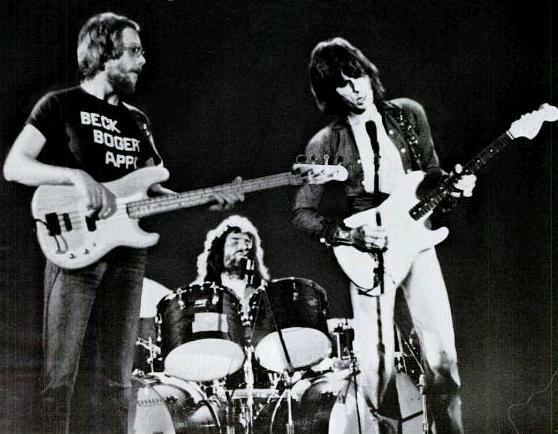
ベック・ボガート & アピス (1973年)

1970年3月14日、ヴァニラ・ファッジはフィル・バジルズ・アクション・ハウスで解散コンサートを行った。その後、ボガートとアピスはカクタスを結成する。1972年、2人はカクタスを脱退しジェフ・ベックとベック・ボガート & アピスを結成した。一方、残ったスタインは新たな2人のメンバー、ベースのサル・ドノフリオ、ドラムのジミー・ガルーツィ（両名ともポキプシーで活動していたディーノ & ザ・ケイヴメンのメンバー）を加えてバンドを維持しようとした。しかしそれはかなわず、結局スタインは代わりにガルーツィと共に新しいバンド、ブーメランを結成した。ピジョンズ時代の録音は1970年に『ヴァニラ・ファッジ・モニュメンタル・アルバム (While the World was Eating Vanilla Fudge)』のタイトルでリリースされた。
1970年にバンドは解散したものの、その後に数回再結成している。1982年にアトコ・レコードが『ザ・ベスト・オブ・ヴァニラ・ファッジ』をリリース、それに合わせて再結成を行った。1984年にはニュー・アルバム『ミステリー』を発表した。マーテルはこのときの再結成には加わらず、ロン・マンキューゾがギターを担当した。このアルバムではジェフ・ベックも「J.トード」の変名でゲスト参加している。バンドは1987年、1988年に再結成ツアーを行った。このツアーにはポール・ハンソンがギターで参加した。同年5月14日にはアトランティック・レコード40周年コンサートに参加、このときはラニー・コードラがギターで参加している。その後、それぞれのメンバーは他のプロジェクトに参加するため別々に活動した。
1991年にアピスはテッド・ニュージェントのバックバンドの元メンバー、デレク・セント・ホームズ（ギター、ボーカル）、マーティン・ガーシュウィッツ（キーボード、ボーカル）、トム・クルーシェ（ベース、ボーカル）と共にヴァニラ・ファッジを再結成、ツアーを行った。彼らはまた、アルバム『ザ・ベスト・オブ・ヴァニラ・ファッジ・ライヴ』をリリースした。
オリジナル・メンバー3人（アピス、ボガート、マーテル）は1999年にスタインに代えてキーボードのビル・パスカリを加えて再結成、アルバム『リターン』、そして『ゼン&ナウ』をリリースした。このアルバムには、以前の曲の再録と新曲3曲が収められた。2002年に病気のボガートに代わってピート・ブレミーとT.M.スティーヴンスがベースで参加、2003年にはライブ・アルバム『The Real Deal - Vanilla Fudge Live』をリリース、これはポール・ハンソンがギターで参加した1987年のツアーを収録したものであった。このアルバムにマーテルがギターとボーカルをオーバーダビングした。2003年から2005年にかけてバンドはテディ・ロンディネリがギターで加わってツアーを行った。
2005年、オリジナル・メンバー4人で再結成したヴァニラ・ファッジは、ドアーズ（ライダーズ・オン・ザ・ストームとして）、ステッペンウルフ、またある地域ではヤードバーズと共にツアーを行った。パスカリは2005年、2006年のライブにスタインに代わって参加し、その後、ニュー・ラスカルズに加わった。同年10月15日、ヴァニラ・ファッジはジョーン・ジェットらとと共にロングアイランド音楽の殿堂入りした。式典ではフェリックス・キャヴァリエが賞を授与した。
2007年夏、HBOのミニシリーズ『ザ・ソプラノズ 哀愁のマフィア』の最終話で「キープ・ミー・ハンギング・オン」（パスカリのリード・ボーカル）が使用された。バンドはまたアルバム『アウト・スルー・ジ・イン・ドア -トリビュート・トゥ・レッド・ツェッペリン-』（レッド・ツェッペリンのカヴァー・アルバム。タイトルは『イン・スルー・ジ・アウト・ドア』から）を録音、同年にヨーロッパのみでリリースされた。また、バンド（スタイン、マーテル、スティーヴ・アージー、ジミージャック・タンブロ）はPBSの番組『My Music: My Generation - The '60s』で「キープ・ミー・ハンギング・オン」を演奏した。
2008年3月、バンドのオリジナル・ラインナップでアメリカ・ツアー（ほとんどはニューイングランド）を始めた。しかしながらその夏にボガートとアピスは2006年に再結成したカクタスでの活動に集中するためバンドを離れた。スタインとマーテルはドラムのジミージャック・タンブロ、ベースのピート・ブレミーと共に「Let's Pray For Peace」と銘打ってツアーを続けた。アルバム『アウト・スルー・ジ・イン・ドア -トリビュート・トゥ・レッド・ツェッペリン-』は同年にアメリカでもリリースされる。この間、スタインとマーテルはスティーヴ・アージー、ジミージャック・タンブロと共に演奏を行った。
2011年春、ヴァニラ・ファッジはフェアウェル・ツアーを開始した。ツアーのラインナップはアピス、スタイン、マーテル、ブレミーであった。同年3月29日、バンドは『レイト・ナイト・ウィズ・ジミー・ファロン』に出演し、「キープ・ミー・ハンギング・オン」を演奏した。バンドはこのラインナップで2011年から2012年2月までヤードバーズと共にツアーを続けた。
2015年、8年ぶり9枚目のスタジオ・アルバム『Spirit Of '67』を発表。
2021年1月、ボガード没。享年76歳。

## メンバー

### 現ラインナップ
- マーク・スタイン - ボーカル、キーボード (1966年-1970年、1982年-1984年、2005年、2006年-現在)
- ヴィンス・マーテル - ギター (1966年-1970年、1999年-2003年、2004年-現在)
- カーマイン・アピス - ドラムス (1966年-1970年、1982年-1984年、1987年-1988年、1991年、1999年-2008年、2009年-現在)
- ピート・ブレミー - ベース (2002年、2008年、2011年、2011年-現在)

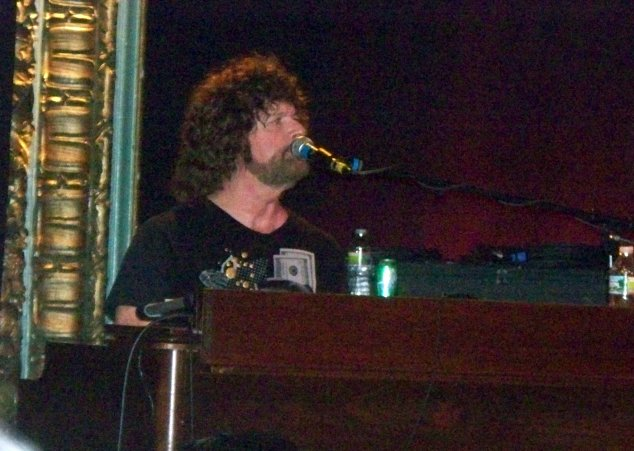
マーク・スタイン(Vo/Key) 2011年
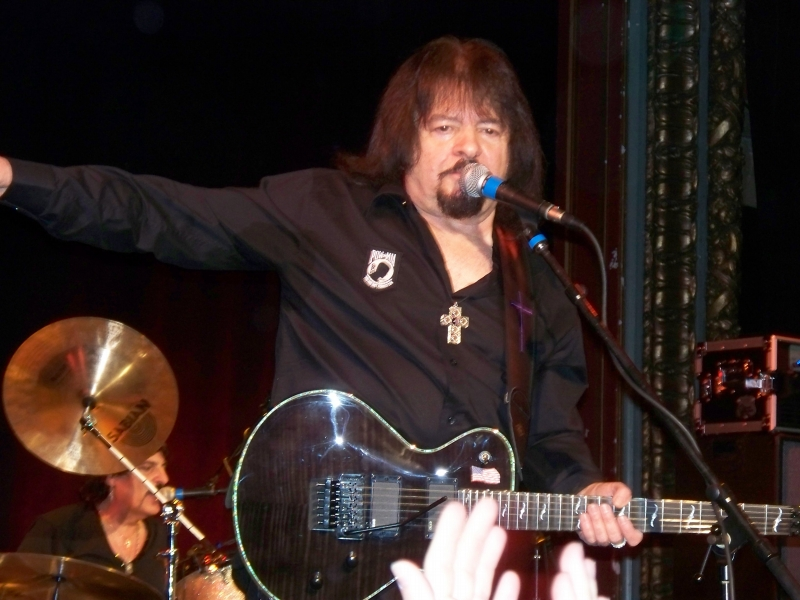
ヴィンス・マーテル(G) 2011年
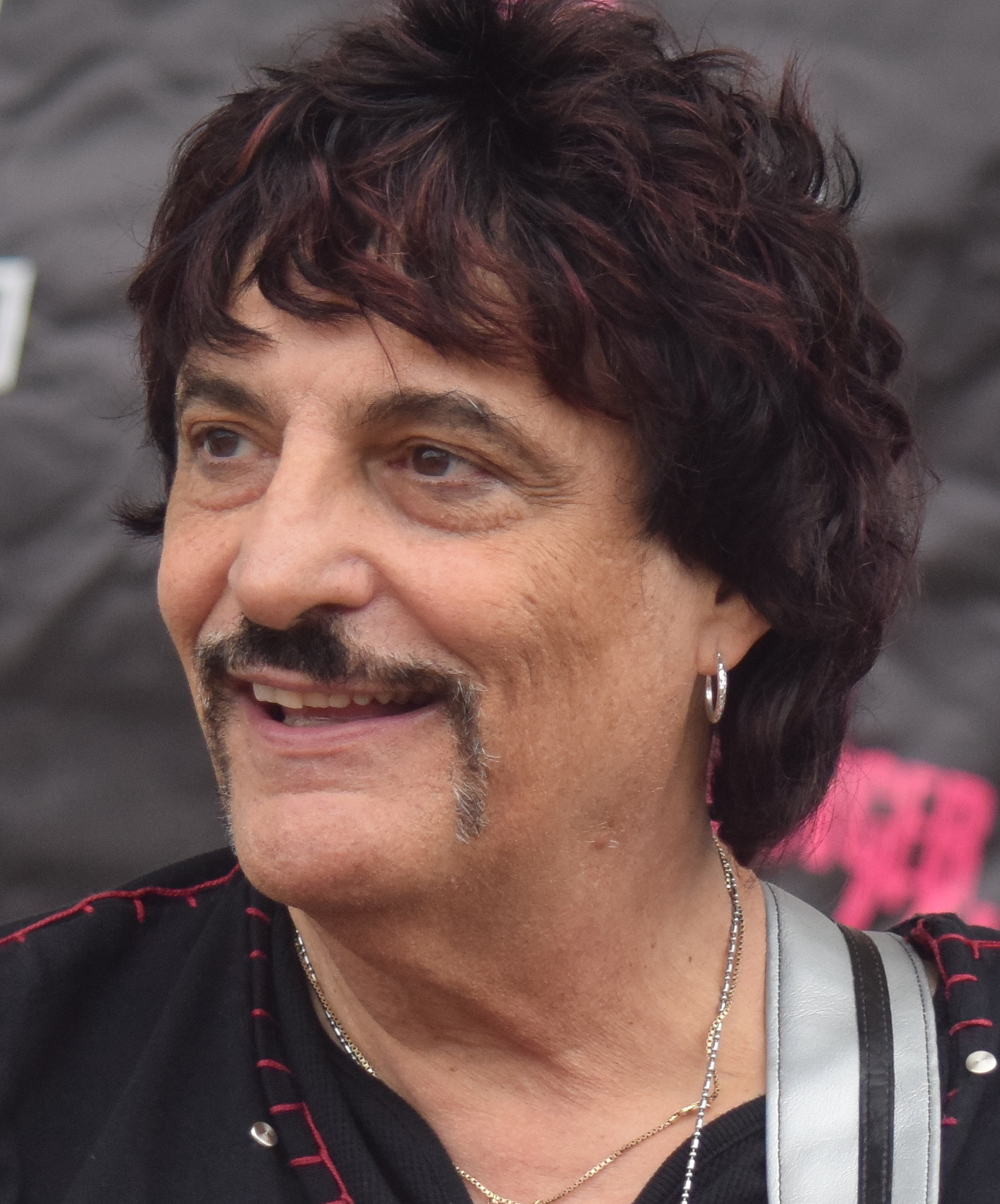
カーマイン・アピス(Ds) 2015年
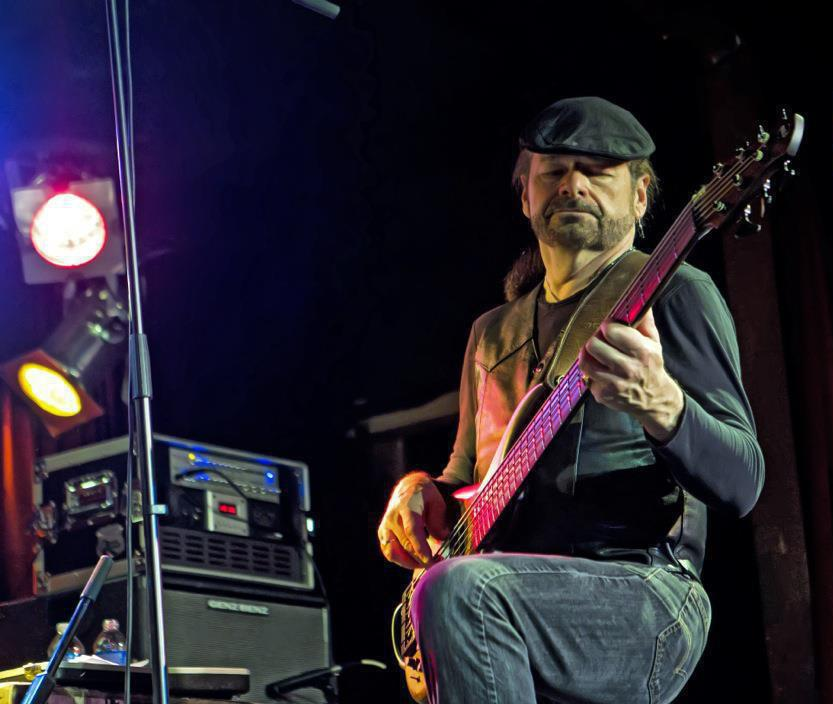
ピート・ブレミー(B) 2012年

### 旧メンバー
- ティム・ボガート - ベース (1966年-1970年、1982年-1984年、1987年-1988年、1999年-2002年、2003年-2008年、2009年-2011年)
- マーク・ドルフェン - ドラムス (1967年)
- ロン・マンキューゾ - ギター (1982年-1984年)
- ポール・ハンソン - ギター (1987年-1988年)
- ラニー・コードラ - ギター (1988年)
- デレク・セント・ホームズ - ギター (1991年)
- ビル・パスカリ - ボーカル、キーボード (1999年-2005年、2005年-2006年)
- T.M.スティーヴンス - ベース (2002年)
- テディ・ロンディネリ - ギター (2003年)
- ジミージャック・タンブロ - ドラムス (2008年-2009年)
- スティーヴ・アージー - ベース (2008年-2009年)

## ディスコグラフィ

### スタジオ・アルバム
- 『キープ・ミー・ハンギング・オン』 - Vanilla Fudge (1967年) ※全米6位。旧邦題『アート・ロックの旗手』
- 『ビート・ゴーズ・オン』 - The Beat Goes On (1968年) ※全米17位
- 『ルネッサンス』 - Renaissance (1968年) ※全米20位
- 『ニア・ザ・ビギニング』 - Near the Beginning (1969年) ※全米16位
- 『ロックン・ロール』 - Rock & Roll (1969年) ※全米34位
- 『ミステリー』 - Mystery (1984年)
- 『リターン』 - The Return (2002年)
- 『アウト・スルー・ジ・イン・ドア -トリビュート・トゥ・レッド・ツェッペリン-』 - Out Through the In Door (2007年)
- Spirit of '67 (2015年)

### ライブ・アルバム
- 『ザ・ベスト・オブ・ヴァニラ・ファッジ・ライヴ』 - The Best of Vanilla Fudge – Live (1991年)
- The Return – Live in Germany Part 1 (2003年)
- The Real Deal – Vanilla Fudge Live (2003年)
- Rocks the Universe – Live in Germany Part 2 (2003年)
- Good Good Rockin' – Live at Rockpalast (2007年)
- 『オーケストラル・ファッジ』 - Orchestral Fudge (2008年) ※日本盤は『ゼン&ナウ』のカップリングとして発売
- When Two Worlds Collide (2008年)
- Live At Sweden Rock 2016-The 50th Anniversary (2017年)

### コンピレーション・アルバム
- Vanilla Fudge – The Fantastic Vanilla (1969年) ※このコンピレーションは、名誉あるゴールデン・ゴンドラ賞を受賞した最初のロック・バンドを祝し、特別なゲートフォード/ポスターカバーの2枚組LPとしてイタリアでのみリリースされた
- 『ザ・ベスト・オブ・ヴァニラ・ファッジ』 - The Best of Vanilla Fudge (1982年)
- 『ベスト・オブ・ヴァニラ・ファッジ』 - Psychedelic Sundae – The Best of Vanilla Fudge (1993年)
- 『ゼン&ナウ』 - Then And Now (2004年) ※セルフカヴァー・ベスト
- Box of Fudge (2010年、Rhino Handmade)
- 『ザ・コンプリート・アトコ・シングルス』 - The Complete Atco Singles (2014年)

### シングル
| 年   | シングル                                                 | 順位 | 順位 |
| 年   | シングル                                                 | US   | AU   |
| ---- | -------------------------------------------------------- | ---- | ---- |
| 1967 | "You Keep Me Hanging On"/"Take Me for a Little While"    | 6    | 8    |
| 1968 | "Season of the Witch, Pt. 1"/Season of the Witch, Pt. 2" | 65   | -    |
| 1968 | "Where Is My Mind"/"The Look of Love"                    | 73   | -    |
| 1968 | "You Keep Me Hangin' On"/"Come by Day, Come by Night"    | -    | -    |
| 1968 | "Shotgun"/"Good Good Lovin'"                             | 68   | -    |
| 1968 | "Take Me for a Little While"/"Thoughts"                  | 38   | -    |
| 1969 | "Some Velvet Morning"/"People"                           | -    | -    |
| 1969 | "Need Love"/"I Can't Make It Alone"                      | -    | -    |
| 1970 | "Lord in the Country"/"Windmills of Your Mind"           | -    | -    |
| 1984 | "Mystery"/"The Stranger"                                 | -    | -    |

## 伝記
- Borthwick, Stuart; Moy, Ron (2004). Popular Music Genres: An Introduction. Edinburgh: Edinburgh University. ISBN 0-7486-1745-0